# محمدرضا علیپور
محمدرضا علیپور (زاده ۹ مرداد ۱۳۶۴) تهیه کننده و مجری تلویزیون اهل ایران است که از سال ۱۳۸۹ در صداوسیما مشغول به فعالیت است. وی پیش از این در روزنامه‌ها و سایت‌های ورزشی به عنوان سردبیر و نویسنده فعالیت می‌کرد.بیشتر علاقه‌مندان به ورزش محمدرضا علیپور را بخاطر اجرایش در برنامه آنسوی نیمکت در کنار حمیدرضا صدر به یاد می‌آورند
وی دارای مدرک کارشناسی حقوق و مهندسی زمین شناسی است و اکنون در رشته حقوق خصوصی تحصیل می‌کند. وی با اجراهای متعدد در حوزه فوتبال شناخته شد و اولین برنامه‌ای که به عنوان تهیه کننده و مجری به روی آنتن تلویزیون برد، برنامه بوی عیدی بوی توپ بود که از مجریان ورزشی به عنوان مهمان بهره برد و در نوروز سال ۱۳۹۴ پخش شد. این برنامه اولین برنامه‌ای بود که عادل فردوسی‌پور به عنوان مهمان در یک برنامه تلویزیونی حضور داشت.
او پس از آن تهیه کننده برنامه فوتبال ۹۹ بود که به پخش زنده و تحلیل و بررسی مسابقات کوپا آمریکا می‌پرداخت و در سال ۱۳۹۵ بصورت زنده از شبکه ورزش پخش می‌شد و مجری آن برنامه جواد خیابانی بود.
| سال         | نام برنامه                       | سمت             | شبکه   |
| ----------- | -------------------------------- | --------------- | ------ |
| ۱۳۹۰        | عصر ورزش                         | گزارشگر         | خبر    |
| ۱۳۹۱        | حرکت از نو                       | مجری            | ورزش   |
| ۱۳۹۱        | المپیک                           | مجری            | تهران  |
| ۱۳۹۲        | آنسوی نیمکت                      | مجری            | ورزش   |
| ۱۳۹۴        | بوی عیدی بوی توپ                 | مجری/تهیه کننده | ورزش   |
| ۱۳۹۴        | فوتبال ۹۹                        | تهیه کننده      | ورزش   |
| ۱۳۹۴تا ۱۴۰۲ | اینجا ورزش                       | مجری/تهیه کننده | ورزش   |
| ۱۴۰۰        | المپیک توکیو                     | تهیه کننده/مجری | ورزش   |
| ۱۴۰۰        | ویژه کشتی قهرمانی جهان           | تهیه کننده      | ورزش   |
| ۱۴۰۰        | تکواندو قهرمانی جهان             | تهیه کننده      | ورزش   |
| ۱۴۰۱        | وزنه‌برداری قهرمانی جهان          | تهیه کننده      | ورزش   |
| ۱۴۰۱        | جام جهانی فوتسال                 | مجری/تهیه کننده | ورزش   |
| ۱۴۰۱        | جام بین قاره‌ای فوتبال ساحلی      | تهیه کننده      | ورزش   |
| ۱۴۰۱        | جام ملت‌های فوتسال آسیا           | مجری            | ورزش   |
| ۱۴۰۱        | ورزش ایران                       | مجری            | جام جم |
| ۱۴۰۱        | جام جهانی فوتبال                 | مجری            | جام جم |
| ۱۳۹۴        | جام بیستم(ویژه جام جهانی ۲۰۱۴)   | مجری            | ورزش   |
| ۱۴۰۱        | جشن برترین‌های فدراسیون فوتبال    | تهیه کننده/مجری | ورزش   |
| ۱۴۰۳        | جشن برترین‌های فدراسیون فوتبال    | تهیه کننده/مجری | ورزش   |
| ۱۳۹۷ تاکنون | ۲۰۲۰                             | تهیه کننده/مجری | ورزش   |
| ۱۴۰۱        | جام جهانی فوتسال                 | تهیه کننده/مجری | ورزش   |
| ۱۴۰۳        | جام ملت‌های فوتسال                | تهیه کننده/مجری | ورزش   |
| ۱۴۰۳        | جام جهانی فوتسال                 | تهیه کننده/مجری | ورزش   |
| ۱۴۰۳        | المپیک پاریس ۲۰۲۴                | مجری            | ورزش   |
| ۱۳۹۹ تاکنون | پخش زنده مسابقات داخلی(واحدسیار) | تهیه کننده/مجری | ورزش   |

او از سال ۱۳۹۴ تا ۱۴۰۲ به مدت ۸ سال تهیه کننده و مجری برنامه اینجا ورزش بود که این برنامه مختص پخش زنده رویدادهای مختلف ورزشی خارجی از جمله فوتبال اروپا بود.

.
محمدرضا علیپور‌مجری شبکه ورزش
1. ↑  "آنسوی نیمکت". ویکی‌پدیا، دانشنامهٔ آزاد. 2023-08-25.
2. ↑  https://telewebion.com/episode/0x1b3190b
3. ↑  «آپارات - سرویس اشتراک ویدیو». آپارات - سرویس اشتراک ویدیو. دریافت‌شده در ۲۰۲۵-۰۳-۲۶.

حمیدرضا صدر